# セレブな奴隷
『セレブな奴隷』（セレブなスレイブ）は、青月まどかによる日本の漫画作品。『なかよしラブリー』（講談社）において2008年夏の号から2009年夏の号まで連載された。『なかよし』（同）にも2009年2月号と7月号に掲載された。単行本は同社の講談社コミックスなかよしより全2巻。

## あらすじ
全寮制の名門校・私立光理学園に通うお嬢様だったが、親の事業の失敗により貧乏になってしまった主人公・橘華。学費免除で学園に在籍するために、周囲には内緒で学園の王子たち3人の世話係をすることになる。

## 登場人物
橘 華（たちばな はな）
16歳。元お嬢様。
倉持 光太郎（くらもち こうたろう）
16歳。ケチ。超一流財閥の御曹司で学園の王子の1人。
小野寺 良介（おのでら りょうすけ）
16歳。冷血。超一流財閥の御曹司で学園の王子の1人。
高須賀 要（たかすか かなめ）
16歳。女が好き。超一流財閥の御曹司で学園の王子の1人。

## 書誌情報
- 青月まどか『セレブな奴隷』講談社〈講談社コミックスなかよし〉、全2巻
  1. 2009年2月6日発売[1]、ISBN 978-4-06-364213-1
  2. 2009年7月17日発売[2]、ISBN 978-4-06-364233-9